# نیکولا استفانلی
نیکولا استفانلی (انگلیسی: Nicola Stefanelli؛ زادهٔ ۱۴ آوریل ۱۹۹۷) بازیکن فوتبال است.